# Metaphycus galbus
Metaphycus galbus är en stekelart som beskrevs av Annecke 1964. Metaphycus galbus ingår i släktet Metaphycus och familjen sköldlussteklar.
Artens utbredningsområde är:
- Angola.
- Spanien.
- Uganda.

Inga underarter finns listade i Catalogue of Life.